# 약한영웅 Class 1
약한영웅 Class 1(Weak Hero Class 1)은 박지훈, 최현욱, 홍경이 주연을 맡은 2022년 한국 TV 시리즈이다. 2018년 출간된 네이버 인기 웹툰 '약한영웅'은 서패스 글, 김진석(라젠) 그림을 원작으로 하며, 시리즈의 전편이다. 2022년 10월 5일부터 10월 14일까지 개최된 제27회 부산국제영화제에서 1부 3화가 첫 방송됐다. 전 8부작 시리즈는 2022년 11월 18일 웨이브에서 첫 선을 보였고, 해외에서는 코코와, 비키, 그리고 IQIYI에서 상영됐다.

## 줄거리
연시은(박지훈)은 반 내 상위 1% 학생으로 공부 외에는 관심이 없는 인물이다. 육체적으로는 약하지만 교실 안의 전영빈(김수겸)이 이끄는 괴롭힘에 물러서지 않는다. 시은은 빠른 의사결정 능력과 물리학에 대한 지식, 그리고 주변의 사물을 활용하여 점점 커지는 폭력 행위로부터 자신을 보호한다. 그러나 큰 위험에 빠지자 동급 최강의 투사 안수호(최현욱)와 괴로워하는 국회의원의 아들 오범석(홍경)의 도움을 받게 된다. 세 사람은 폭력으로 가득한 고등학교 생활에서 살아남고 강해진다는 것이 진정 무엇인지 배우려고 노력하면서 친구가 된다.

## 출연

### 주연
- 박지훈 - 연시은 역
- 최현욱 - 안수호 역
- 홍경 - 오범석 역

### 조연
- 이연 - 영이 역
- 신승호 - 전석대 역
- 김수겸 - 전영빈 역
- 차우민 - 강우영 역
- 나철 - 김길수 역
- 공현주 - 시은의 어머니 역
- 김성균 - 시은의 아버지 역
- 조한철 - 오진원 역
- 황성빈 - 한태훈 역
- 천명우 - 크롱 역
- 차성제 - 성찬 역
- 염지영 - 담임선생님 역
- 김현 - 벽산고 교장
- 오동민 - 박 보좌관 역
- 유수빈 - 최효만 역

## OST
| #            | 제목                                | 작사         | 작곡             | Artist       | 재생 시간 |
| ------------ | ----------------------------------- | ------------ | ---------------- | ------------ | --------- |
| 1.           | 〈Hero (Prod. by Primary)〉         | Meego        | Primary Meego    | Meego        | 3:56      |
| 2.           | 〈Brass Knuckle〉                   | Boi. B       | h4rdy            | Boi. B       | 2:30      |
| 3.           | 〈Homesick (Prod. by Primary)〉     | Benzamin     | Primary Benzamin | Benzamin     | 4:38      |
| 4.           | 〈Self〉                            | Meego        | 1of1 Meego       | Meego        | 3:22      |
| 5.           | 〈Again〉                           | Han          | Han              | Han          | 2:28      |
| 6.           | 〈Hero (Prod. by Primary)〉 (Inst.) |              | Primary Meego    |              | 3:56      |
| 7.           | 〈Brass Knuckle〉 (Inst.)           |              | h4rdy            |              | 2:30      |
| 8.           | 〈Homesick〉 (Inst.)                |              | Primary Benzamin |              | 4:38      |
| 9.           | 〈Self〉 (Inst.)                    |              | 1of1 Meego       |              | 3:22      |
| 10.          | 〈Again〉 (Inst.)                   |              | Han              |              | 2:28      |
| 총 재생 시간 | 총 재생 시간                        | 총 재생 시간 | 총 재생 시간     | 총 재생 시간 | 33:50     |